# Норт-Віндем (Мен)
Норт-Віндем (англ. North Windham) — переписна місцевість (CDP) в США, в окрузі Камберленд штату Мен. Населення — 5274 особи (2020).

## Географія
Норт-Віндем розташований за координатами 43°49′35″ пн. ш. 70°25′53″ зх. д. / 43.82639° пн. ш. 70.43139° зх. д. (43.826344, -70.431252).  За даними Бюро перепису населення США в 2010 році переписна місцевість мала площу 17,48 км², з яких 16,92 км² — суходіл та 0,56 км² — водойми.

## Демографія
Згідно з переписом 2010 року, у переписній місцевості мешкали 4904 особи в 1964 домогосподарствах у складі 1349 родин. Густота населення становила 281 особа/км².  Було 2141 помешкання (122/км²).
Расовий склад населення:
| - 95,9 % — білих - 1,1 % — чорних або афроамериканців - 0,7 % — азіатів - 0,3 % — корінних американців |

До двох чи більше рас належало 1,6 %. Частка іспаномовних становила 1,2 % від усіх жителів.
За віковим діапазоном населення розподілялося таким чином: 23,5 % — особи молодші 18 років, 64,4 % — особи у віці 18—64 років, 12,1 % — особи у віці 65 років та старші. Медіана віку мешканця становила 39,5 року. На 100 осіб жіночої статі у переписній місцевості припадало 92,0 чоловіків;  на 100 жінок у віці від 18 років та старших — 87,2 чоловіків також старших 18 років.
Середній дохід на одне домашнє господарство  становив 72 378 доларів США (медіана — 65 828), а середній дохід на одну сім'ю — 79 847 доларів (медіана — 67 139). Медіана доходів становила 45 031 долар для чоловіків та 32 813 долари для жінок. За межею бідності перебувало 4,4 % осіб, у тому числі 6,7 % дітей у віці до 18 років та 6,5 % осіб у віці 65 років та старших.
Цивільне працевлаштоване населення становило 2627 осіб. Основні галузі зайнятості: освіта, охорона здоров'я та соціальна допомога — 29,9 %, фінанси, страхування та нерухомість — 15,6 %, роздрібна торгівля — 9,9 %, мистецтво, розваги та відпочинок — 8,4 %.